# Канцлер великий коронный

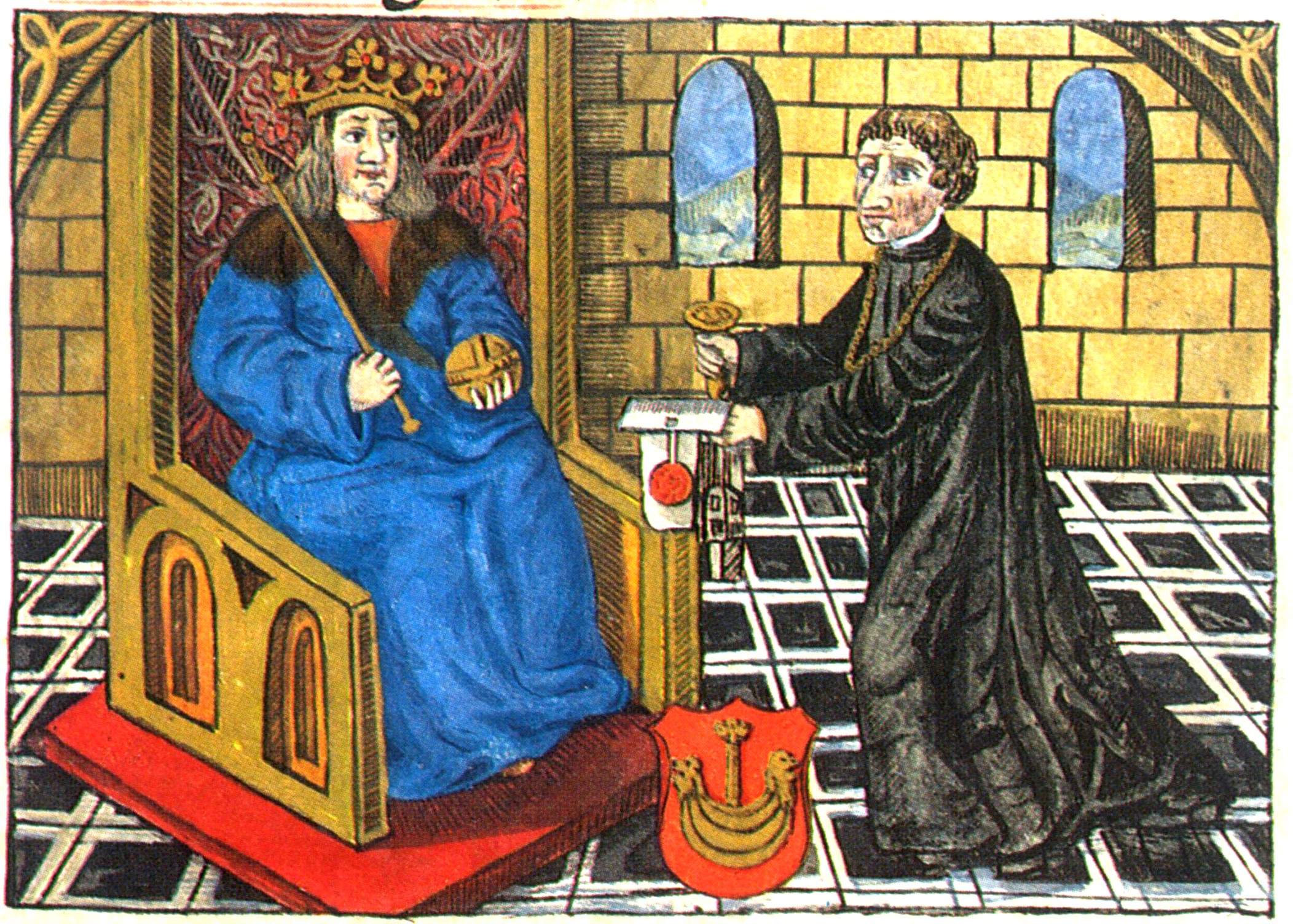
Канцлер перед королём Польши

Великий коронный канцлер (пол. Kanclerz wielki koronny) — должностное лицо в Польше средневековой и нового времени, руководитель королевской канцелярии и ответственный за проведение внешней политики страны.
Должность Великого коронного канцлера появилась в Польше в начале XII столетия и замещалась обычно духовным лицом. В период феодальной раздробленности страны и наличия в ней одновременно нескольких крупных княжеств — каждый владетель имел своего канцлера. Великий канцлер Краковский считался наипервейшим среди них и мог отклонять решения канцлеров на местах (пока они не исчезли к XV веку).
Позднее исполнявший эту должность назывался канцлером Королевства Польского, затем — Коронным канцлером. После Люблинской унии был введён пост особого канцлера для Литвы. По сложившейся традиции, канцлер коронный руководил отношениями Польши с Западной Европой, а канцлер Великого княжества Литовского — с Россией. Королевский канцлер считался первым должностным лицом страны, он занимался также формированием правительства Польши, следил за соблюдением основного закона — Pacta conventa. Руководил также королевскими судами — асессориями.
Заместитель Великого коронного канцлера носил звание подканцлера. В новое время канцлерами в Речи Посполитой становились как духовные, так и светские особы. Должность Великого коронного канцлера существовала вплоть до распада Речи Посполитой в 1795 году.